# 唐維城
唐維城（1527年—1575年），字邦翰，號兩峰。福建興化府莆田縣人，軍籍，明朝政治人物。

## 生平
嘉靖四十年（1561年）辛酉科福建鄉試第五十一名舉人。嘉靖四十四年（1565年）中式乙丑科二甲第七十七名進士。都察院观政，四十五年八月授南京工部主事，两典关课，无所染指。隆庆三年（1569年）三月升郎中，五年正月官山東青州府知府。施政以民为本，力陈开胶莱河徒劳無功，而于民无益，又抗疏青州养马之政困民，事皆罢。万历三年六月卒於官。

## 家族
曾祖唐仁；祖父唐懋；父唐時雍，通判、封主事。母王氏，贈安人；繼母楊氏，贈安人。弟唐师锡（举人）、唐维宁（庠生）、维聪、维明、维英、维世。